# Abszolút többség
Az abszolút többség az egésznek több, mint a felét jelenti. Például, ha egy csoport 20 egyénből áll, az abszolút többség 11 vagy több egyénből áll, míg a 10 vagy kevesebb egyén nem jelent abszolút többséget.
Ellentéte a relatív többség, amely azt jelenti, amely az egésznek egy olyan része, amely nagyobb, mint az egész bármely más része. Például, ha van egy 20 tagú csoport, amely 9, 6 és 5 tagú alcsoportokra van felosztva, akkor a 9 tagú csoport lenne a relatív többség. Egyes nyelvekben, a többségre két külön szót használnak, például az angolban az abszolút többséget majoritynek hívják, míg a relatív többség megfelelője a plurality.
Ha az egész minden eleme csak egy részhez tartozhat (például egy választáson minden választó csak egy jelöltre szavazhat), abszolút többség esetén mindig fennáll a relatív többség is, azonban a relatív többség nem mindig jelent abszolút többséget.
Az abszolút többségnél rendszerint szigorúbb követelményt jelent a minősített többség, amikor az egésznek legalább egy bizonyos része (például kétharmada) jelenti a szükséges többséget. A minősített többséghez képest az abszolút többségre gyakran egyszerű többségként is hivatkoznak, különösen parlamenti döntéshozatal esetén. Az abszolút többség kontextustól függően vonatkozhat az egész csoport abszolút többségére vagy csak a jelenlevők (vagy érvényesen szavazók) közötti abszolút többségre.
A többség szót vagy az egyszerű többség kifejezést (matematikai, jogi és egyéb szaknyelvek szerint) tévesen szokák a relatív többségre is használni, habár az - többség hiányában - a legnagyobb kisebbséget jelenti.

## Szavazás

### Választások és népszavazások
Választások és népszavazások általában csak az érvényesen leadott szavazatok között értelmezik az abszolút többséget. Például, ha a választási részvétel 80% és a leadott szavazatok közül 10% érvénytelen, akkor a teljes szavazóképes lakosságból összesen 72% szavazott érvényesen. Az abszolút többséghez az érvényes szavazatok között, több mint 50% szükséges, ez azonban azt jelenti, hogy a teljes lakosság között ebben az esetben elég ha egy jelölt, vagy opció több, mint 32%-ot szerez - a távolmaradást vagy érvénytelen szavazat úgy tekintik, mintha a választópolgárok 28%-a tartózkodott volna. Mivel így a választáson vagy népszavazáson egy kisebbség akarata érvényesül, ezért bizonyos joghatóságokban kötelező a szavazás vagy a választásra/népszavazásra érvényességi küszöböt írnak ki.
Magyarországon jelenleg nincs kötelező szavazás és a választásokon nincs érvényességi küszöb. Népszavazások esetében az érvényességi küszöb 50%, így a választópolgárok abszolút többségének részvétele és érvényes szavazata szükséges a népszavazások érvényességéhez, ezen felül az "igen" vagy "nem" lehetőség valamelyikének is abszolút többséggel kell nyernie. Következésképpen érvényes döntést népszavazáson csak több, mint a választópolgárok 25%-nak támogatásával lehet hozni.

### Testületek (törvényhozás)
Testületek esetében az abszolút többséghez szükséges az összes képviselő, több mint felének aktív támogatása. Ez azt jelenti, hogy a távolmaradó, tartozkodó vagy nem szavazó tagok gyakorlatilag a javaslat ellen szavaznak. Van, hogy a szavazók/jelenlevők több, mint felének követelményét ("kis feles többség") egyszerű többségnek nevezik, hogy megkülönböztessék abszolút többségtől, ami alatt az összes képviselő több, mint felére vonatkozik ("nagy feles többség").

## Köznyelvi meghatározások
Néha az abszolút többséget hibásan "50%+1"-ként vagy "51%-ként definiálják köznyelvben. Tegyük fel például, hogy egy testületnek 7 tagja van. Az abszolút többség valójában 4 (a 7-nek több mint fele), bár a "50% +1" alapján a pontosan kiszámított szám 3,5+1, azaz 4,5; sőt, felfelé kerekítve 5 lenne.
Egy másik példában egy testületnek 1000 delegáltja van. Az 51%-os hibás definíció használata azt eredményezné, hogy a többség 501 helyett 510-et jelentene. Ugyanez a logika érvényes az 50,1%, 50,01%, 50,001% stb. esetében.

## Fordítás
Ez a szócikk részben vagy egészben  a   Majority című angol Wikipédia-szócikk ezen változatának fordításán alapul.  Az eredeti cikk szerkesztőit annak laptörténete sorolja fel. Ez a jelzés csupán a megfogalmazás eredetét és a szerzői jogokat jelzi, nem szolgál a cikkben szereplő információk forrásmegjelöléseként.